# Ана Паула Васкес
Ана Паула Васкес (5 жовтня 2000 , Ramos Arizped, Коауїла ) — мексиканська лучниця, бронзова призерка Олімпійських ігор 2024 року.

## Виступи на Олімпіадах
| Олімпіада  | Дисципліна             | Місце |
| ---------- | ---------------------- | ----- |
| Токіо 2020 | індивідуальна першість | 33    |
| Токіо 2020 | командна першість      | 5     |
| Париж 2024 | індивідуальна першість | 33    |
| Париж 2024 | командна першість      | 3     |

## Зовнішні посилання
- Ана Паула Васкес на сайті World Archery (англійська)
- Ана Паула Васкес на сайті Olympedia (англійська)